# Yushania brevipaniculata
Yushania brevipaniculata là một loài thực vật có hoa trong họ Hòa thảo. Loài này được (Hand.-Mazz.) T.P.Yi miêu tả khoa học đầu tiên năm 1986.